# Raggi cosmici ad altissima energia
Nella fisica delle particelle, i raggi cosmici ad altissima energia (in inglese ultra-high energy cosmic ray, o UHECR) sono raggi cosmici aventi un'energia cinetica elevatissima (maggiore di 1018 eV), di diversi ordini di grandezza maggiore delle energie raggiungibili con gli acceleratori di particelle (Large Hadron Collider raggiunge un'energia pari a 14 TeV ovvero 14×1012 eV). L'acronimo EECR (Extreme Energy Cosmic Ray) indica più specificatamente un raggio cosmico di estrema energia, ovvero con energia superiore a quella della "caviglia" nel grafico dello spettro energetico dei raggi cosmici (5×1019 eV).

## Storia
La prima osservazione d'un raggio cosmico con un'energia superiore a 1020 eV è stata fatta da John Linsley, nel corso dell'esperimento condotto a Volcanic Ranch nel New Mexico nel 1962. Da allora sono stati osservati raggi cosmici con energie ancor più elevate, tra loro anche la particella che è stata denominata "Oh-My-God", in italiano "Oh mio Dio": sono state registrati almeno due dozzine di eventi similari, che confermano la reale esistenza di questo tipo di particelle. Questo tipo di particelle è molto raro, l'energia della maggior parte dei raggi cosmici è generalmente compresa fra i 107 e i 1010 elettronvolt (la particella Oh-My-God è stata rilevata nel pomeriggio del 15 ottobre 1991, sopra Dugway (Utah), dal Fly's Eye Cosmic Ray Detector dell'Università statale dello Utah. La particella aveva un'energia di 3,2×1020 eV.

## Descrizione

### AGN, possibili sorgenti dei raggi cosmici ad altissima energia
Le sorgenti di particelle di tale energia sono state un mistero per molti anni, recenti risultati ottenuti dall'Osservatorio Pierre Auger mostrano che le direzioni di provenienza di queste particelle ultraenergetiche sembrano correlate a buchi neri supermassicci situati in galassie attive (AGN, o active galactic nuclei, in italiano nuclei galattici attivi). L'interazione con la radiazione di fondo delle microonde spostate verso il blu limita la distanza che queste particelle possono percorrere prima di perdere energia, questo fenomeno è conosciuto come il limite Greisen–Zatsepin–Kuzmin o effetto GZK.
Gli AGN sono stati proposti come le probabili fonti dei raggi cosmici ultraenergetici ed i risultati ottenuti dall'Osservatorio Pierre Auger portano a far ritenere che questi oggetti celesti possono essere la loro fonte, tuttavia, poiché la scala angolare di correlazione è abbastanza ampia, 3 gradi o più, questi risultati non hanno ancora identificato senza dubbio l'origine di questo tipo di raggi cosmici. In particolare, gli AGN potrebbe essere soltanto molto vicini alle attuali sorgenti di raggi cosmici ad altissima energia sorgenti che potrebbero trovarsi, per esempio, in galassie o in altri corpi celesti collegati con grandi quantità di materia entro 100 Mpc di distanza dal Sole. 
La raccolta di dati supplementari sarà importante per l'ulteriore studio degli AGN come possibile fonte di queste particelle ad alta energia, che potrebbero essere protoni accelerati a quelle energie dai campi magnetici associati con i buchi neri in rapida crescita al centro dei AGN. Secondo un recente studio, i bruschi aumenti di luminosità dei AGN derivanti dallo smembramento di stelle dovuti alle forze mareali o da instabilità dei dischi di accrescimento potrebbero essere la fonte principale del flusso di raggi cosmici con energie superiori al limite GZK. Si sa che alcuni dei buchi neri supermassicci negli AGN ruotano, come quello situato nella galassia di Seyfert MCG 6-30-15 con una variabilità temporale nella parte interna del loro disco di accrescimento. 
L'energia di rotazione di un buco nero è un agente potenzialmente efficace per produrre UHECR forniti di ioni e adeguatamente lanciati in profondità all'interno del nucleo per evitari fattori limitanti, in particolare la curvatura della radiazione e la dispersione anelastica causata dalla radiazione del disco interno. La bassa luminosità intermittente delle galassie di Seyfert può riunire le condizioni per la formazione di acceleratori lineari a vari anni luce di distanza dai nuclei galattici tuttavia sempre all'interno dei loro estesi tori ionizzati la cui radiazione UV fornisce un rifornimento di contaminanti ionici i campi elettrici corrispondenti sono commensurabilmente piccoli, dell'ordine dei 10 V/cm, per cui i UHECR osservati sono indicativi delle dimensioni astronomiche della fonte.
Gli ulteriori dati che saranno ottenuti dall'Osservatorio Pierre Auger saranno essenziali nel confermare o meno la proposta associazione tra i UHECR e le galassie di Seyfert e le regioni dei nuclei galattici a linee di emissione a bassa ionizzazione (LINER)

### Altre possibili sorgenti
Altre possibili sorgenti di raggi cosmici ad altissima energia sono:
- radio lobi di intense radiogalassie
- collisioni intergalattiche avvenute durante la formazione delle galassie
- le ipernove
- i lampi gamma
- prodotti del decadimento di particelle supermassicce generate da difetti topologici dello spazio, generati in fasi di transizione nell'Universo primordiale
- particelle sottoposte al processo Penrose

### Conversione della materia oscura in particelle ad altissima energia
È stato ipotizzato che i nuclei galattici attivi siano capaci di convertire la materia oscura in protoni ad alta energia. Yuri Pavlov e Andrey Grib del Laboratorio per la fisica teorica Alexander Friedmann di San Pietroburgo hanno ipotizzato che le particelle della materia scura abbiano una massa 15 volte superiore a quella dei protoni e che possono decadere in coppie di particelle in grado di interagire con la materia. Vicino ad un nucleo galattico attivo, una delle due particelle della coppia può cadere nel buco nero, mentre l'altra riesce a fuggire, come previsto dal processo di Penrose. Alcune delle particelle che riescono a sfuggire si scontreranno con le particelle in arrivo provocando scontri con elevati energie.  È in questi scontri, secondo Pavlov, che si possono formare protoni con energie molto elevate. Pavlov sostiene che la prova di questo fenomeno è rappresentata dai raggi cosmici ad altissima energia.

### Particelle di materia oscura sotto forma di particelle ad altissima energia
Se le particelle primarie che costituiscono i raggi cosmici ad altissima energia, sono costituiti di protoni o nuclei atomici con energie superiori a 1020 eV, attraversando gli spazi intergalattici subiscono il cutoff a causa dell'effetto GZK dovuto all'interazione con radiazione cosmica di fondo. Il progetto Pierre Auger, il HiRes ed il Yakutsk Extensive Air Shower Array hanno osservato il cutoff dell'effetto GZK.
mentre invece Akeno-AGASA ha osservato gli eventi sopra il limite GZK, 11 eventi durante 10 anni. Il risultato dell'esperimento Akeno-AGASA è molto vicino al limite di GZK. Se si considerano corretti i risultati ottenuti da Akeno-AGASA e si considerano le derivanti implicazioni, una spiegazione possibile per questi risultati che violano il limite GZK potrebbe essere che si è trattato di sciami creati da particelle di materia oscura. Una particella di materia oscura non è soggetta al limite di GZK, poiché interagisce molto poco con la radiazione cosmica di fondo. Misure recenti effettuate dal Programma Pierre Auger hanno trovato una correlazione fra la direzione d'arrivo dei raggi cosmici ad altissima energia e la posizione di AGN.

## Osservazione

### Osservatorio Pierre Auger
L'Osservatorio Pierre Auger (Pierre Auger Observatory, PAO) è un osservatorio internazionale di raggi cosmici dedicato all'osservazione dei raggi cosmici ad altissime energie  (particelle subatomiche (protoni o altri nuclei) con energia superiore a 1020 eV. Queste particelle ad altissima energia hanno una frequenza stimata di appena 1 per km² per secolo, quindi, per registrare un grande numero di queste particelle, l'Osservatorio Pierre Auger ha creato un'area di rilevazione di 3.000 di km², una superficie quasi simile a quella dello stato di Rhode Island, Usa, nella provincia di Mendoza, nell'Argentina occidentale.
È stato progettato un impianto di rilevamento di raggi cosmici ancor più grande da installare nell'Emisfero settentrionale, Colorado, come parte del Complesso Pierre Auger. Tale progetto non è però allo stato attuale stato finanziato. L'Osservatorio Pierre Auger, oltre che ad ottenere la direzione di provenienza dalle particelle grazie ai gruppi di serbatoi d'acqua usati per rilevare gli sciami di particelle generati dall'interazione dei raggi cosmici con l'atmosfera terrestre, ha anche quattro telescopi usati per osservare la fluorescenza delle molecole di azoto generata dagli sciami di particelle mentre attraversano il cielo notturno, fenomeno che fornisce ulteriori informazioni sulla direzione d'arrivo dei raggi cosmici.

### Osservatori di raggi cosmici ad altissima energia
- AGASA (Akeno Giant Air Shower Array) in Giappone. L'osservatorio copre circa 100 km² ed è costituito da 111 rilevatori di superficie e 26 rilevatori di muoni[3].
- Antarctic Impulse Transient Antenna (ANITA), rileva neutrini ad altissima energia di origine cosmica che si ritiene siano originati da raggi cosmici ad altissima energia. Il sistema è costituito da un pallone che vola a 37 km d'altezza sopra i ghiacci dell'Antartide portando un rilevatore che rileva gli impulsi radio generati dall'effetto Askaryan dei neutrini ad altissima energia che interagiscono col ghiaccio antartico. È un progetto statunitense[4].
- Extreme Universe Space Observatory, è un satellite originariamente ideato da ricercatori europei e attualmente studiato principalmente da enti di ricerca giapponesi.
- GRAPES-3 (Gamma Ray Astronomy PeV EnergieS 3rd establishment), è un progetto per lo studio dei raggi cosmici con una rete di rilevatori di sciami di particelle nell'atmosfera e rilevatori di muoni a grande area a Ooty nell'India meridionale, si tratta di una collaborazione giapponese-indiana[5].
- Haverah Park, nei pressi di Harrogate nel North Yorkshire Moors, (Inghilterra, Regno Unito)[6].
- HiRes (High Resolution Fly's Eye Cosmic Ray Detector), è un osservatorio composto di due siti chiamati HiRes Uno (HR1) e HiRes Due (HR2) situati nel US Army Dugway Proving Ground, un sito dell'Esercito degli Stati Uniti, situato nei pressi di Dugway in Utah (Usa)[7], in funzione dal 1999, gestito dall'Università dello Utah, con una partecipazione giapponese e australiana[8].
- LOPES (LOFAR PrototypE Station), situato a Karlsruhe, Germania, è una parte del Progetto LOFAR. Si tratta di una ricerca germano-olandese che studia gli impulsi radio generati dalle particelle cosmiche nella banda 10–200 MHz (decametrica)[9].
- MARIACHI (Mixed Apparatus for Radar Investigation of Cosmic-rays of High Ionization), un impianto situato a Long Island (Usa), per lo studio di raggi cosmici che producono una forte ionizzazione mediante radar[10].
- Osservatorio Pierre Auger, composto da 1600 rivelatori di superficie e 4 stazioni di 6 telescopi a fluorescenza ciascuno, è situato nei pressi della città di Malargüe, provincia di Mendoza (Argentina)[11].
- TALE (Telescope Array Low Energy Extension), è un osservatorio situato nella Contea di Millard, Utah (USA): è costituito da una rete di 576 rilevatori e da tre siti di rilevamento della fluorescenza dell'atmosfera, l'osservatorio è gestito da università ed istituti statunitensi, giapponesi, sud coreani, russi, cinesi e di Taiwan[12][13].
- Yakutsk Extensive Air Shower Array, situato a circa 50 km da Jakutsk in Siberia (Russia), ha attualmente una superficie di circa 10 km²[14].